# Pinball Hall of Fame: The Williams Collection
Pinball Hall of Fame: The Williams Collection é um jogo de vídeo game desenvolvido pela Crave Entertainment para os consoles Wii, PlayStation 2, PSP e Nintendo 3DS. Os jogadores jogam uma variedade de máquinas clássicas de pinball. Todas as mesas de pinball são dísponibilizadas no início do jogo, mais algumas só são jogadas com créditos. O jogador começa com 30 créditos e ganha mais ao completar objetivos durante o jogo. Com 100 créditos, você pode comprar qualquer mesa para o modo de jogo livre.

## Máquinas de pinball
Essas são as máquinas dísponiveis no jogo:
- Black Knight
- Firepower
- Funhouse
- Gorgar
- Pin*Bot
- Space Shuttle
- Taxi
- Whirlwind
- Jive Time
- Sorcerer